# Мужская сборная Бельгии по баскетболу 3×3
Мужская сборная Бельгии по баскетболу 3×3 представляет Бельгию на международных соревнованиях по баскетболу 3×3. Управляющим органом является Федерация баскетбола Бельгии (фр. Basketball Belgique, нидерл. Basketbal België, нем. Basketball Belgien, англ. Basketball Belgium).
По состоянию на 16 августа 2024, мужская сборная Бельгии по баскетболу 3×3 занимает 10-е место в мировом рейтинге ФИБА мужских сборных по баскетболу 3×3.

## Результаты выступлений
| Турнир                             | Золото | Серебро | Бронза | Всего |
| ---------------------------------- | ------ | ------- | ------ | ----- |
| Олимпийские игры                   | —      | —       | —      | —     |
| Чемпионат мира по баскетболу 3×3   | —      | —       | —      | —     |
| Чемпионат Европы по баскетболу 3x3 | —      | —       | —      | —     |
| Европейские игры                   | 0      | 1       | 0      | 1     |
| Итого                              | 0      | 1       | 0      | 1     |

### Летние Олимпийские игры
| Год        | Место          | Игры           | Победы         | Поражения      | Состав команды                                                |
| ---------- | -------------- | -------------- | -------------- | -------------- | ------------------------------------------------------------- |
| Токио 2020 | 4              | 10             | 4              | 5              | Rafael Bogaerts, Nick Celis, Thierry Mariën, Thibaut Vervoort |
| 2024       | не участвовали | не участвовали | не участвовали | не участвовали | не участвовали                                                |

### Чемпионат мира по баскетболу 3x3
| Год            | Место          | Игры           | Победы         | Поражения      | Состав команды                                                      |
| -------------- | -------------- | -------------- | -------------- | -------------- | ------------------------------------------------------------------- |
| 2012—2019      | не участвовали | не участвовали | не участвовали | не участвовали | не участвовали                                                      |
| Антверпен 2022 | 4              | 7              | 5              | 2              | Nick Celis, Bryan De Valck, Maxime Depuydt, Thibaut Vervoort        |
| Вена 2023      | 11             | 5              | 2              | 3              | Caspar Augustijnen, Bryan De Valck, Dennis Donkor, Thibaut Vervoort |

### Чемпионат Европы по баскетболу 3x3
| Год            | Место          | Игры           | Победы         | Поражения      | Состав команды                                                        |
| -------------- | -------------- | -------------- | -------------- | -------------- | --------------------------------------------------------------------- |
| Бухарест 2014  | 6              | 4              | 3              | 1              | Leroy Anthonis, Nick Celis, Anthony Chada, Thierry Marien             |
| 2016—2017      | не участвовали | не участвовали | не участвовали | не участвовали | не участвовали                                                        |
| Бухарест 2018  | 9              | 2              | 1              | 1              | Nick Celis, Anthony Chada, Stephane Charles H. Moris, Vincent Peeters |
| 2019           | не участвовали | не участвовали | не участвовали | не участвовали | не участвовали                                                        |
| Париж 2021     | 9              | 2              | 1              | 1              | Rafael Bogaerts, Nick Celis, Thierry Marien, Thibaut Vervoort         |
| Грац 2022      | 7              | 3              | 1              | 2              | Caspar Augustijnen, Nick Celis, Bryan De Valck, Thibaut Vervoort      |
| Иерусалим 2023 | 7              | 3              | 1              | 2              | Bryan De Valck, Dennis Donkor, Jonas Foerts, Thibaut Vervoort         |

### Европейские игры
| Год         | Место          | Игры           | Победы         | Поражения      | Состав команды                                                      |
| ----------- | -------------- | -------------- | -------------- | -------------- | ------------------------------------------------------------------- |
| Баку 2015   | 9              | 4              | 1              | 3              | Nick Celis, Anthony Chada, Domien Loubry, Thierry Marien            |
| 2019        | не участвовали | не участвовали | не участвовали | не участвовали | не участвовали                                                      |
| Краков 2023 | 2              | 6              | 4              | 2              | Caspar Augustijnen, Bryan De Valck, Dennis Donkor, Thibaut Vervoort |